# Férfi kenu egyes 1000 méter a 2012. évi nyári olimpiai játékokon
A 2012. évi nyári olimpiai játékokon a kajak-kenu férfi kenu egyes 1000 méteres versenyszámát augusztus 6. és 8. között rendezték Eton Dorney-ben. A versenyt a német Sebastian Brendel nyerte meg. A Magyarországot képviselő Vajda Attila hatodik lett.

## Versenynaptár
Az időpontok helyi idő szerint, zárójelben magyar idő szerint olvashatóak.
| Dátum                      | Időpont       | Forduló  |
| -------------------------- | ------------- | -------- |
| 2012. augusztus 6., hétfő  | 9:54 (10:54)  | Előfutam |
| 2012. augusztus 6., hétfő  | 11:14 (12:14) | Elődöntő |
| 2012. augusztus 8., szerda | 9:48 (10:48)  | Döntő    |

## Eredmények
Az időeredmények másodpercben értendők. A rövidítések jelentése a következő:
- Q: továbbjutás helyezés alapján

### Előfutamok
Az előfutamokból az első öt helyezett, valamint a legjobb időt elérő hatodik helyezett jutott az elődöntőbe.
| Helyezés | Név                  | Nemzet                 | Idő      | Mj       |
| 1. futam | 1. futam             | 1. futam               | 1. futam | 1. futam |
| -------- | -------------------- | ---------------------- | -------- | -------- |
| 1.       | Mathieu Goubel       | Franciaország (FRA)    | 3:58,122 | Q        |
| 2.       | Vajda Attila         | Magyarország (HUN)     | 3:59,853 | Q        |
| 3.       | Ilja Stokalov        | Oroszország (RUS)      | 4:04,109 | Q        |
| 4.       | Jake Donaghey        | Ausztrália (AUS)       | 4:21,928 | Q        |
| 5.       | Ndiatte Gueye        | Szenegál (SEN)         | 4:33,884 | Q        |
| 6.       | Rudolph Williams     | Nyugat-Szamoa (SAM)    | 4:54,211 |          |
| 2. futam |                      |                        |          |          |
| 1.       | David Cal            | Spanyolország (ESP)    | 3:54,590 | Q        |
| 2.       | Mark Oldershaw       | Kanada (CAN)           | 3:55,211 | Q        |
| 3.       | Sebastian Brendel    | Németország (GER)      | 3:56,469 | Q        |
| 4.       | Everardo Cristóbal   | Mexikó (MEX)           | 3:58,673 | Q        |
| 5.       | Piotr Kuleta         | Lengyelország (POL)    | 4:04,889 | Q        |
| 6.       | Fortunato Pacavira   | Angola (ANG)           | 4:39,723 | Q        |
| 3. futam |                      |                        |          |          |
| 1.       | Iosif Chirilă        | Románia (ROU)          | 4:05,863 | Q        |
| 2.       | Vadim Menkov         | Üzbegisztán (UZB)      | 4:05,895 | Q        |
| 3.       | Aliaksandr Zhukouski | Fehéroroszország (BLR) | 4:06,190 | Q        |
| 4.       | Alexandr Dyadchuk    | Kazahsztán (KAZ)       | 4:44,175 | Q        |
| 5.       | Richard Jefferies    | Nagy-Britannia (GBR)   | 4:48,511 | Q        |

### Elődöntők
A fumatokból az első négy az A-döntőbe jutott, a többiek a B-döntőbe kerültek.
| Helyezés | Név                  | Nemzet                 | Idő      | Mj       |
| 1. futam | 1. futam             | 1. futam               | 1. futam | 1. futam |
| -------- | -------------------- | ---------------------- | -------- | -------- |
| 1.       | Sebastian Brendel    | Németország (GER)      | 3:52,122 | Q        |
| 2.       | Vajda Attila         | Magyarország (HUN)     | 3:52,365 | Q        |
| 3.       | David Cal            | Spanyolország (ESP)    | 3:52,767 | Q        |
| 4.       | Vadim Menkov         | Üzbegisztán (UZB)      | 3:53,257 | Q        |
| 5.       | Piotr Kuleta         | Lengyelország (POL)    | 3:53,802 |          |
| 6.       | Jake Donaghey        | Ausztrália (AUS)       | 4:26,202 |          |
| 7.       | Fortunato Pacavira   | Angola (ANG)           | 4:43,027 |          |
| 8.       | Alexandr Dyadchuk    | Kazahsztán (KAZ)       | 4:56,724 |          |
| 2. futam |                      |                        |          |          |
| 1.       | Mathieu Goubel       | Franciaország (FRA)    | 3:51,811 | Q        |
| 2.       | Mark Oldershaw       | Kanada (CAN)           | 3:52,197 | Q        |
| 3.       | Ilja Stokalov        | Oroszország (RUS)      | 3:53,305 | Q        |
| 4.       | Aliaksandr Zhukouski | Fehéroroszország (BLR) | 3:54,002 | Q        |
| 5.       | Everardo Cristóbal   | Mexikó (MEX)           | 3:54,590 |          |
| 6.       | Iosif Chirilă        | Románia (ROU)          | 4:07,794 |          |
| 7.       | Ndiatte Gueye        | Szenegál (SEN)         | 4:37,171 |          |
| 8.       | Richard Jefferies    | Nagy-Britannia (GBR)   | 4:49,874 |          |

### Döntők

#### B-döntő
| Helyezés | Név                | Nemzet               | Idő      |
| -------- | ------------------ | -------------------- | -------- |
| 1.       | Piotr Kuleta       | Lengyelország (POL)  | 3:54,414 |
| 2.       | Everardo Cristóbal | Mexikó (MEX)         | 3:56,118 |
| 3.       | Iosif Chirilă      | Románia (ROU)        | 3:59,730 |
| 4.       | Jake Donaghey      | Ausztrália (AUS)     | 4:22,005 |
| 5.       | Ndiatte Gueye      | Szenegál (SEN)       | 4:32,251 |
| 6.       | Fortunato Pacavira | Angola (ANG)         | 4:35,017 |
| 7.       | Richard Jefferies  | Nagy-Britannia (GBR) | 4:42,992 |
| 8.       | Alexandr Dyadchuk  | Kazahsztán (KAZ)     | 4:55,737 |

#### A-döntő
| Helyezés | Név                  | Nemzet                 | Idő      |
| -------- | -------------------- | ---------------------- | -------- |
| Arany    | Sebastian Brendel    | Németország (GER)      | 3:47,176 |
| Ezüst    | David Cal            | Spanyolország (ESP)    | 3:48,053 |
| Bronz    | Mark Oldershaw       | Kanada (CAN)           | 3:48,502 |
| 4.       | Vadim Menkov         | Üzbegisztán (UZB)      | 3:49,255 |
| 5.       | Mathieu Goubel       | Franciaország (FRA)    | 3:50,758 |
| 6.       | Vajda Attila         | Magyarország (HUN)     | 3:50,926 |
| 7.       | Aliaksandr Zhukouski | Fehéroroszország (BLR) | 3:51,166 |
| 8.       | Ilja Stokalov        | Oroszország (RUS)      | 3:51,535 |